# 니가타현 주에쓰 지진
니가타현 주에쓰 지진(일본어: 新潟県中越地震 니가타켄주에쓰지신[*])은 2004년 10월 23일 17시 56분(JST) 일본 니가타현 주에쓰 지방에서 일어난 규모 M6.8, 진원 깊이 13 km의 직하형지진이다. 1995년 효고현 남부 지진(한신·아와지 대진재)이후로 일본에서 역사상 2번째로 진도7을 기록한 지진이다. 1996년 일본 기상청 진도 계급 개정 이후 처음으로 진도계를 통한 계기관측으로 진도7을 관측한 지진이기도 하다.
니가타현 기타우오누마군 가와구치정(현 나가오카시) 직하에서 일어난 역단층형 대륙 지각 내부 지진으로 진원 바로 위의 가와구치정에서 진도7을 관측했다. 또한 1995년 일어난 효고현 남부 지진 이후 9년만에 일본에서 발생한 진도7의 지진이다. 한신·아와지 대진재 당시에는 진도7이 일본 기상청의 현지 피해 조사를 통해 판정되었으며 1996년 진도 계급 개정으로 지진계 안에 있는 진도계를 통한 계측진도 체제로 바뀌었기 때문에 진도계에서 관측된 최초의 진도7 지진이다. 또한 규모 M6을 넘는 큰 여진도 여러 차례 발생하는 등 여진 횟수가 매우 많아 사실상 군발지진의 양상을 보인 지진이기도 하다.

## 명칭
일본 기상청은 본 지진을 헤이세이 16년(2004년) 니가타현 주에쓰 지진(일본어: 平成16年（2004年）新潟県中越地震 헤이세이고료쿠센니가타켄제우쓰지신[*]), 영어로 "Mid Niigata Prefecture Earthquake in 2004"라고 명명했다. 영어권에서는 "Niigata Prefecture Chuetsu Earthquake"이라는 표기를 주로 사용했다. 또한 니가타현은 본진으로 발생한 지진재해를 가리키는 용어로 2004년 11월 29일부로 니가타현 주에쓰 대진재(일본어: 新潟県中越大震災 니가타켄주에쓰다이신재[*])라고 표기한다.

## 본진
본진에 관한 주요 정보는 아래와 같다.
- 발생 날짜: 2004년 10월 23일 토요일 17시 56분 (JST)[8]
- 진앙: 일본 니가타현 주에쓰 지방 (북위 37° 17.3′  동경 138° 52.2′  / 북위 37.2883°  동경 138.8700° )[1]
- 진원 깊이: 13 km
- 지진 규모: 일본 기상청 규모 Mj6.8
- 최대 지반 가속도(PGA): 가와구치정 가와구치(현 나가오카시) 약 1,722 gal[9]
- 최대 진도: 가와구치정(현 나가오카시) 진도7[a] (계측진도 6.5)[11]
- 지진 모멘트: 1.1×1019 N·m
- 모멘트 규모: Mw6.6
- 최대 미끄럼량: 1.6 m[b]

지진으로 발생한 흔들림은 약 10-15초였으며, 계측진도 5.0 이상을 관측한 시간도 약 15초였다. 최초로 진도7을 관측한 효고현 남부 지진과 비교할 경우 전체적으로는 두 지진의 지진파형이 비슷하지만, 주에쓰 지진에서는 고베보다는 저주파보다 주기가 좀 더 짧은 고주파 지진동 성분이 더 많이 관측되었다.
본진으로 가와구치에서 동서 방향 속도 성분이 당시 최대 154 cm/s를 기록했는데 이때까지 일본의 지진계 관측 기록 중 가장 큰 속도로 기록되었다.

### 진도
아래는 일본 기상청 진도 계급 기준 진도5약 이상을 관측한 지역이다. 진도별 관측지점의 지명은 지진 발생 당시 기준이다.
| 진도 | 도도부현   | 시구정촌 |
| ---- | ---------- | --- |
| 7    | 니가타현   | 가와구치정 |
| 6강  | 니가타현   | 오지야시, 야마코시촌, 오구니정 |
| 6약  | 니가타현   | 나가오카시, 도카마치시, 도치오시, 고시지정, 미시마정, 호리노우치정, 히로카미촌, 스몬촌, 이리히로세촌, 가와니시정, 나카사토촌, 가리와촌                                                                                           |
| 5강  | 니가타현   | 야스즈카정, 마쓰다이정, 마쓰노야마정, 미쓰케시, 나카노시마정, 요이타정, 와시마촌, 이즈모자키정, 고이데정, 시오자와정, 무이카정, 야마토정, 쓰난정                                                                                 |
| 5약  | 후쿠시마현 | 다다미정, 니시아이즈정, 야나이즈정 |
| 5약  | 군마현     | 가타시나촌, 다카사키시, 기타타치바나촌 |
| 5약  | 사이타마현 | 구키시 |
| 5약  | 니가타현   | 조에쓰시, 우라가와라촌, 마키촌, 가키자키정, 구비키촌, 요시카와정, 산와촌, 산조시, 가시와자키시, 가모시, 사카에정, 유노카니촌, 다카야나기정, 니시야마정, 쓰바메시, 야히코촌, 분스이정, 요시다정, 마키정, 쓰키가타촌, 나카노쿠치촌 |
| 5약  | 나가노현   | 사미즈촌 |

본진으로 북쪽으로는 아오모리현 히가시쓰가루군 가니타정(현 소토가하마정)까지, 서쪽으로는 효고현 고베시 나다구까지, 남쪽으로는 와카야마현 나가군 우치타정, 고카와정(현 기노카와시)까지 영역에서 진도1을 관측하는 등 도호쿠 지방에서 긴키 지방 전역에 걸쳐 진도1의 흔들림을 관측했고 홋카이도 하코다테시에서는 고층 건물에서 흔들림을 느꼈다. 또한 방재과학기술연구소가 운용하는 강진관측망에서는 오지야시에서 진도7에 해당하는 계측진도 6.7의 흔들림을 관측했다.
또한 본진 직후에는 최대진도 6강으로 알려졌으나, 정전과 통신 두절로 확인되지 않았던 니가타현 가와구치정의 진도계 기록이 10월 30일 복구해 확인한 결과 진도7로 확인되어 나중에 진도 기록이 수정되었다.

### 지진 발생 매커니즘
지진이 발생한 지역은 유라시아판과 북아메리카판이 충돌하는 동해 동연 변동대의 육지 지역인 니가타-고베 왜곡집중대 중에서도 강한 습곡력을 받아 복잡한 응력장이 형성된 지역이다. 진원역은 북북동-남남서를 축으로 하는 복배사 구조가 있는 니가타 퇴적분지의 시나노강 동안 지대인 히가시야마 구릉과 우오누마 구릉지대는 마이오세 이후부터 퇴적된 5,000 m 이상의 퇴적물이 지층으로 쌓여 있다.
지진 직후 이뤄진 조사에서는 지표면에 단층이 드러난 고비라오 단층과 무이카정분지 서연 단층의 북부의 활동으로 일어난 지진으로 추정했지만 이후 정밀 조사에서는 지진의 정밀 발진기구가 기존에 알리젼 단층대에서 나타나는 형상과는 달라, 앞에서 언급한 두 단층대에서 본진이 발생했을 가능성을 부정하는 결과가 나왔다. 효고현 남부 지진처럼 지표면에 뚜렷한 단층선이 드러나지 않아 기존에 알려졌던 활단층이 아닌 두꺼운 퇴적층 아래 가려진 미지의 활단층이 활동해 발생한 지진으로 추정된다. 발진기구상으로는 서북-동남 축으로 압축력을 받아 생긴 역단층형 지진이다. 본진과 여진의 지진동 파형이나 여진 분포 해석 결과에 따르면 본진을 일으킨 단층 미끄럼면과는 별개로 본진과 직교하는 총 3개의 단층 미끄럼면이 활동한 것으로 추정된다.
본진과 여진의 분포를 분석하면, 여진의 대부분은 북북동-남남서 방향 축선으로 길이 약 30 km, 폭 약 20 km에 분포하고 있다. 또한 이를 3개로 나누면 본진을 포함해 서북쪽으로 분포된 단층선, 최대여진을 포함한 본진 단층선과 평행한 단층선, 여진역 거의 동쪽 끝에 있고 27일 발생한 M6.1 지진을 포함한 앞의 두 단층선과 거의 직교하는 단층선 셋이 관측되었다.

## 여진

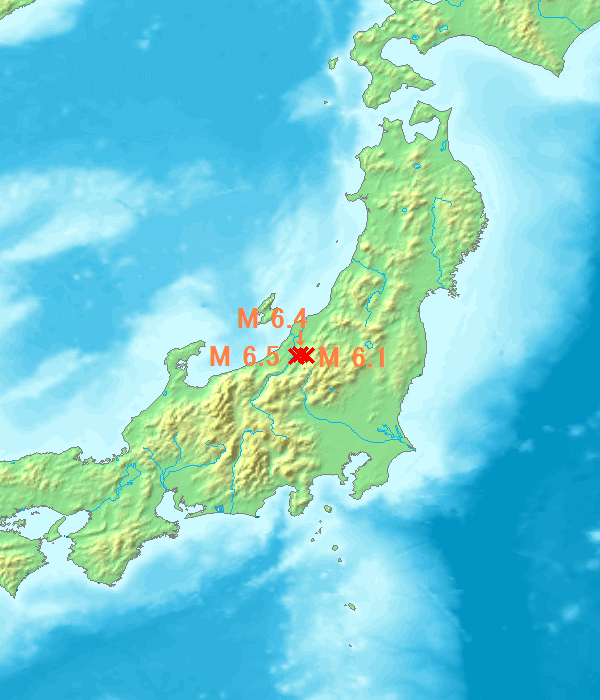
규모 6 이상의 3개 지진의 진앙 지도.(일본 기상청의 주에쓰 지진 진원 확정치 자료 기준)

본진의 진원 깊이는 13 km였는데 여진도 진원 깊이 20 km 이하의 얉은 지하에서 발생했고 규모가 큰 지진도 수 차례 이어졌다.
니가타현 내부에서는 본진 발생 이후 2시간 사이에 진도6약 지진 1회, 진도6강 지진 2회 등 진도 6약 이상의 지진이 3차례 일어났고, 지진 발생 당일에만 총 164회의 최대진도 1 이상의 유감지진이 일어났으며 다음 날인 24일에도 총 110회의 유감지진이 일어났다. 그 후에도 여진은 계속되어 10월 31일까지 총 600차례, 11월 30일까지 총 825차례의 유감지진을 관측했다. 10월 25일 이후부터는 대학 공동연구팀, 일본 기상청, 방재과학기술연구소 등이 임시 지진계(총 149대), GPS 변위계(총 17개), 전자기(총 9개) 등의 관측기기를 설치하여 여진 활동을 관측하고 진원의 지하 구조를 분석했다. 효고현 남부 지진을 계기로 정비된 고감도 지진관측망과 임시지진관측기기군을 이용해 한신·아와지 대진재 당시 기록된 여진 횟수의 2배, 미카와 지진의 여진 횟수와 비슷한 수의 여진을 관측했다. 진도6강의 강한 흔들림을 동반한 지진이 단시간에 연속적으로 발생했으며 여진의 규모와 시공간적 분포가 군발지진에 가깝다는 특징이 있다. 지진이 발생한지 7년이 지난 2011년에도 최대진도 2-3 사이의 여진이 계속되고 있다.
니가타 지방기상대에 따르면 2006년 5월 2일 오지야시에서 발생한 최대진도 2의 여진으로 진도1 이상의 여진 횟수가 총 1,000회를 돌파했다. 또한 일본 기상청의 발표에 따르면 최대진도 5약 이상의 여진은 12월 28일까지 총 19회 일어났으며, 그 여진의 목록은 아래와 같다.
| 발생일    | 발생시각 | 진앙                                                | 진원 깊이 | 최대진도 | 규모 | 참고     |
| --------- | -------- | --------------------------------------------------- | --------- | -------- | ---- | -------- |
| 10월 23일 | 17:56    | 북위 37° 18′ 동경 138° 54′ / 북위 37.3° 동경 138.9° | 13 km     | 진도7    | M6.8 | 본진     |
| 10월 23일 | 17:59    | 북위 37° 18′ 동경 138° 48′ / 북위 37.3° 동경 138.8° | 16 km     | 진도5강  | M5.3 | 여진     |
| 10월 23일 | 18:03    | 북위 37° 24′ 동경 139° 00′ / 북위 37.4° 동경 139.0° | 9 km      | 진도5강  | M6.3 | 여진     |
| 10월 23일 | 18:07    | 북위 37° 18′ 동경 138° 54′ / 북위 37.3° 동경 138.9° | 15 km     | 진도5강  | M5.7 | 여진     |
| 10월 23일 | 18:11    | 북위 37° 12′ 동경 138° 48′ / 북위 37.2° 동경 138.8° | 12 km     | 진도6강  | M6.0 | 여진     |
| 10월 23일 | 18:34    | 북위 37° 18′ 동경 138° 54′ / 북위 37.3° 동경 138.9° | 14 km     | 진도6강  | M6.5 | 최대여진 |
| 10월 23일 | 18:36    | 북위 37° 12′ 동경 138° 54′ / 북위 37.2° 동경 138.9° | 7 km      | 진도5약  | M5.1 | 여진     |
| 10월 23일 | 18:41    | 북위 37° 12′ 동경 138° 54′ / 북위 37.2° 동경 138.9° | 9 km      | 진도5약  | M4.2 | 여진     |
| 10월 23일 | 18:57    | 북위 37° 12′ 동경 138° 54′ / 북위 37.2° 동경 138.9° | 8 km      | 진도5강  | M5.3 | 여진     |
| 10월 23일 | 19:36    | 북위 37° 12′ 동경 138° 48′ / 북위 37.2° 동경 138.8° | 11 km     | 진도5약  | M5.3 | 여진     |
| 10월 23일 | 19:45    | 북위 37° 18′ 동경 138° 54′ / 북위 37.3° 동경 138.9° | 12 km     | 진도6약  | M5.7 | 여진     |
| 10월 23일 | 19:48    | 북위 37° 18′ 동경 138° 48′ / 북위 37.3° 동경 138.8° | 14 km     | 진도5약  | M4.4 | 여진     |
| 10월 24일 | 14:21    | 북위 37° 12′ 동경 138° 48′ / 북위 37.2° 동경 138.8° | 11 km     | 진도5강  | M5.0 | 여진     |
| 10월 25일 | 0:28     | 북위 37° 12′ 동경 138° 54′ / 북위 37.2° 동경 138.9° | 10 km     | 진도5약  | M5.3 | 여진     |
| 10월 25일 | 6:04     | 북위 37° 18′ 동경 138° 54′ / 북위 37.3° 동경 138.9° | 15 km     | 진도5강  | M5.8 | 여진     |
| 10월 27일 | 10:40    | 북위 37° 18′ 동경 139° 00′ / 북위 37.3° 동경 139.0° | 12 km     | 진도6약  | M6.1 | 여진     |
| 11월 4일  | 8:57     | 북위 37° 24′ 동경 138° 54′ / 북위 37.4° 동경 138.9° | 18 km     | 진도5강  | M5.2 | 여진     |
| 11월 8일  | 11:15    | 북위 37° 24′ 동경 139° 00′ / 북위 37.4° 동경 139.0° | 0 km      | 진도5강  | M5.9 | 여진     |
| 11월 10일 | 3:43     | 북위 37° 24′ 동경 139° 00′ / 북위 37.4° 동경 139.0° | 5 km      | 진도5약  | M5.3 | 여진     |
| 12월 28일 | 18:30    | 북위 37° 18′ 동경 139° 00′ / 북위 37.3° 동경 139.0° | 8 km      | 진도5약  | M5.0 | 여진     |

### 최대여진
이번 본진의 최대여진은 본진 발생으로부터 약 40분이 지난 10월 23일 18시 34분에 발생한 규모 M6.5, 최대진도 6강의 여진이다. 이 여진으로 가와구치정에서 당시 관측 사상 최대치였던 2,515 gal의 최대 가속도를 관측했다. 다만 계측진도는 6.2로 관측되었다.
당시 여진에서 관측한 최대진도 5약 이상을 관측한 시구정촌은 아래와 같다. 지명은 지진 발생 당시 기준이다.
| 진도 | 도도부현 | 시구정촌 |
| ---- | -------- | --- |
| 6강  | 니가타현 | 오구니정, 도카마치시, 가와구치정 |
| 6약  | 니가타현 | 가와니시정, 오지야시, 무이카정, 히로카미촌, 나카사토촌, 야스즈카정, 이리히로세촌, 호리노우치정, 마쓰다이정, 야마토정                                                         |
| 5강  | 니가타현 | 미시마정, 고시지정, 시오자와정, 유노타니촌, 다카야나기정, 와시마촌, 산와촌, 고이데정, 나가오카시, 우라가와라촌, 요이타정, 조에쓰시, 스몬촌, 이즈모자키정, 마키촌, 니시야마정 |
| 5약  | 군마현   | 시라사와촌, 가타시나촌, 기타타치바나촌, 쇼와촌 |
| 5약  | 니가타현 | 오시마촌, 도치오시, 기요사토촌, 이즈모자키정, 히로카미촌, 마쓰노야마정, 요시카와정, 쓰난정, 이타쿠라정, 사카에정, 구비키촌, 가시와자키시, 나카노시마정                       |

이밖에도 도호쿠 지방에서 긴키 지방에 걸친 넓은 지역에서 진도4에서 진도1 사이 유감지진을 관측했다. 효고현 가코가와시에서는 본진으로 진도1 이상의 흔들림을 관측하진 못했지만, 이 최대여진에서는 진도1의 흔들림을 관측했다.

## 전조 현상
1983년부터 1986년까지, 1994년부터 본진 발생 직전까지 진원역을 중심으로 지진 활동이 급격하게 감소하는 지진 평온화 현상이 관측되었다.

## 피해
| 지역       | 인적피해 | 인적피해 | 인적피해 | 가옥피해 | 가옥피해 | 가옥피해  | 가옥피해 |
| 지역       | 사망     | 중상     | 경상     | 전괴     | 반괴     | 일부 파괴 | 화재     |
| ---------- | -------- | -------- | -------- | -------- | -------- | --------- | -------- |
| 니가타현   | 68       | 632      | 4,172    | 3,174    | 13,810   | 104,619   | 9        |
| 후쿠시마현 |          |          |          |          |          | 1         |          |
| 군마현     |          |          | 6        |          |          | 1,055     |          |
| 사이타마현 |          |          | 1        |          |          |           |          |
| 나가노현   |          | 1        | 2        |          |          | 7         |          |
| 합계       | 68       | 633      | 4,181    | 3,174    | 13,810   | 105,682   | 9        |

강한 흔들림을 관측한 니가타현 오지야시, 도카마치시, 나가오카시, 미쓰케시를 중심으로 총 68명이 사망했다. 사망자 중 건물 붕괴 등으로 인한 직접적인 사망자는 16명이었고 나머지 52명은 피난 생활 중 스트레스나 정맥혈전증(이코노미 클래스 증후군) 등 재해연관사로 사망한 사람이다.
가옥 붕괴 및 반파 피해는 총 17,000채가 넘었지만 건물 화재 발생 건수는 9건밖에 되지 않아 화재피해는 거의 없었다. 화재로 피해를 입은 건물은 총 15채이며 이 중 3채가 전소했으며 화재로 부상자 4명이 발생했다. 또한 "니가타현·특별폭설지대 등 지역에서 고상식 주택 특례기준"에 따라 2001년 10월 이후 건축된 고상식 주택도 비교적 피해가 적었다.
한편 산사태와 산악 붕괴 등으로 철로와 도로 총 6천곳 이상이 끊어지는 사고가 발생했다. 2004년은 7월 13일 니가타현 지방에서 폭우가 내리는 니가타·후쿠시마 호우 사태가, 또 여름부터 가을까지 태풍이 총 10개나 상륙하는 당시 일본 역사상 최다 태풍 상륙이 발생하면서 이전까지 기록되지 않은 폭우가 내렸었다. 이 때문에 원래 산사태가 발생하기 쉬웠던 지형에 폭우로 지반이 약해진 상태에서 지진이 일어나자 수많은 산사태가 발생한 것으로 추정된다.

### 하천 피해
니가타현 야마코시촌의 고마강 유역은 842곳의 강둑이 붕괴되어 총 52곳에서 자연댐이 만들어졌고 일부 지역은 홍수 피해도 입었다. 이런 자연댐 사고로 여러 마을에 대규모 침수 피해가 발생했으며 하류 지역에서는 토석류가 발생할 위험성도 있어 펌프로 배수 작업을 펼치거나 하구 주변의 민가를 철거하는 조치를 취했다.
또한 지진 발생 당시 수위가 낮아 피해가 발생하진 않았지만 시나노강도 제방 일부에 균열이 생기는 피해가 있었다.

### 인프라 피해

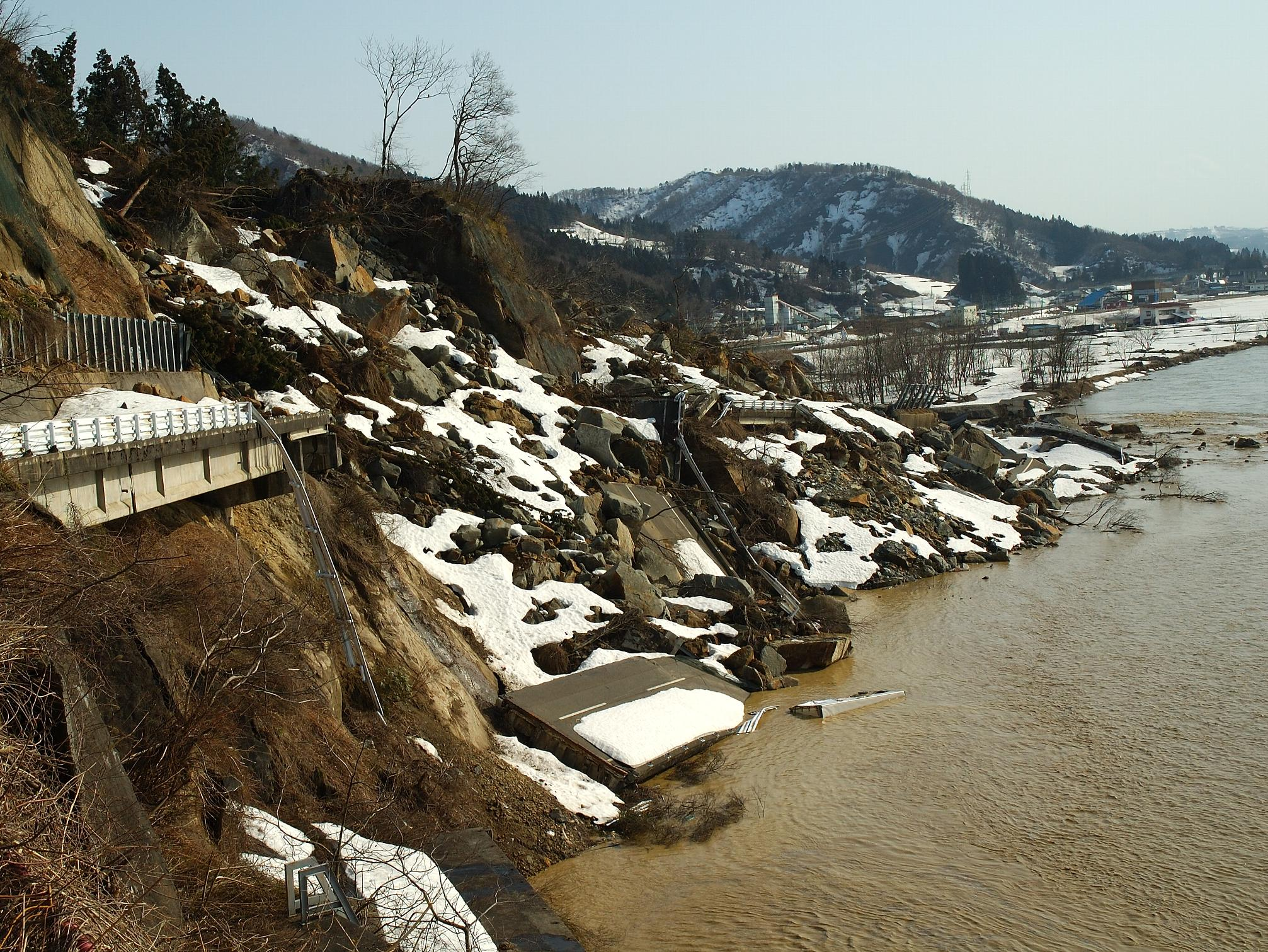
나가오카시 묘켄정에서 벼랑이 붕괴된 모습. 2005년 4월 촬영.

지진으로 전기, 가스, 수도, 유선전화, 휴대전화, 인터넷 등 중요 인프라가 파괴되었고 니가타현에 전화 연결이 집중되면서 전화 교환기가 폭주해 발신 규제 조치가 이뤄졌다. 또한 산간지역을 잇는 통신 케이블이나 우회로도 산사태로 파괴되어 외부에서 정보를 받지 못하고 고립된 지자체도 나왔다. 재해 지역의 정보원은 텔레비전과 라디오가 주가 되었는데, 정전 피해를 입은 지역은 휴대용 라디오나 피난소에 설치된 TV를 통해서만 정보를 얻을 수 있었다.
한신·아와지 대진재 이후 재해에 그나마 잘 버틴다고 여겨진 휴대전화는 진앙 인근의 기지국이 지진으로 설비가 파손되거나 장기간의 정전을 맞고 기지국 내에 비상용으로 모아두었던 예비 전력도 전화 집중으로 하루만에 전부 소모해 기지국이 완전히 정지하는 등의 사태가 발생해 통화를 할 수 없는 사태가 발생했다. 또한 기지국이 멀쩡하더라도 핸드폰의 배터리가 없어 정전이 복구되기 전까지 휴대전화를 사용할 수 없었던 이재민들도 다수 발생했다. 지진이 일어난 때는 일본 국내에 스마트폰이 보급되기 이전이고 유튜브나 대기업의 SNS도 나오지 않았으며 원세그도 나타나기 이전 시기였다. 다만 이메일이 대부분의 사용자에게 보급되었기 때문에 이전부터 사용했던 문자 메시지(SMS)와 함께 전화가 불통될 시에 연락 수단으로 자주 사용했다. 또한 휴대폰에 카메라가 탑재되기 시작했던 시기라 화질은 떨어졌으나 지진 피해를 촬영한 사진이나 동영상이 많이 기록에 남았다.
가시와자키 가리와 원자력 발전소, 후쿠시마 제1, 제2 원자력 발전소(도쿄 전력)와 오나가와 원자력 발전소(도호쿠 전력)을 포함해 발전소 피해는 없었다. 동일본 대진재가 발생하기 이전이었고 원자력 발전소에 대한 불안도 본진 발생 당시에는 거의 없었다.

### 교통 피해

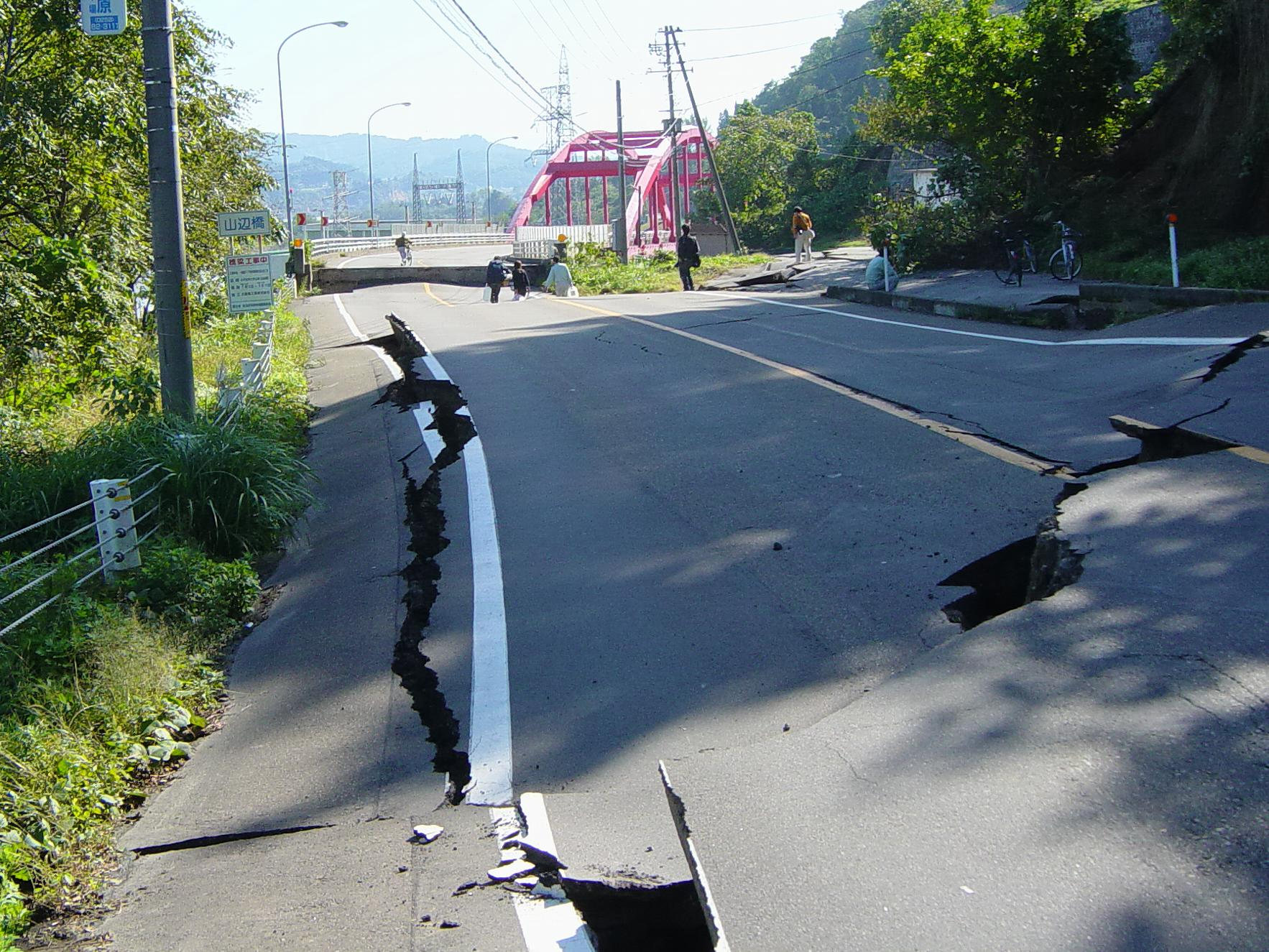
니가타현 오지야시의 국도 제117호선의 산 중턱 다리 모습. 지진으로 약 50 cm의 단차가 생겨 도로 통행이 일시적으로 금지되었다.

조에쓰 신칸센의 도키 325호가 탈선하는 조에쓰 신칸센 탈선 사고가 발생했으며 그 외에도 조에쓰 신칸센 곳곳의 선로와 교각이 파괴되고 터널 노반 등이 높아지는 사고가 발생했다. 일본 내 신칸센이 영업 도중 탈선 사고가 발생한 것은 본진으로 발생한 사고가 최초이다. 재래선에서도 조에쓰선, 신에쓰 본선, 이야마선, 다다미선, 에치고선에서 노반이 붕괴되는 등의 피해를 입었다. 또한 27일 오전에 발생한 여진으로 동일본 여객철도(JR 동일본)의 나가오카역이 외벽 붕괴 가능성이 있다고 일시적으로 역을 폐쇄하고 수백명을 대피시켰다.
도로의 경우 호쿠리쿠 자동차도, 간에쓰 자동차도의 고속도로와 국도 제17호선 및 제8호선 등의 수많은 국도와 지방도, 생활도로가 함몰되거나 산사태 등으로 토막토막 끊기는 피해가 발생했다. 이 때문에 일부 산간마을은 모든 통신, 교통 수단이 끊겨 고립된 경우도 있었다. 특히 고시군 야마코시촌 (현 나가오카시 야마코시 지구는 촌으로 향하는 모든 도로가 끊기고 통신 수단도 완전히 끊겨 자위대 헬기가 긴급파견되어 인근의 오지야시나 나가오카시로 대피하는 작전이 이뤄졌다. 또한 일본의 주요 지방도인 니가타현도 제71호선 오지야가마구치야마토선은 터널과 도로가 완전히 붕괴되어 유실되었다가 붕괴 장소를 메꾸고 다시 복구했다.
니가타현은 도야마현, 나가노현, 군마현, 후쿠시마현, 야마가타현 총 5개 현과 접해 있지만 현 경계 대부분이 산악 지대이기 때문에 도로가 끊기고 고속도로 우회 차량까지 겹치자 타 현에서 재해 지역으로 접근도 매우 제한되었다.

### 산업 피해
농업은 큰 피해를 입었다. 가와구치정과 오지야시에서는 지진의 영향으로 논에 액상화현상이 발생하거나 계단식 논이 붕괴되는 등의 피해가 있었다. 이 때문에 이듬해 쌀 경작 작황과 작업에 큰 영향을 끼쳤다.
전통 투우인 소뿔치기(牛の角突き)가 성행하던 야마코시촌에는 기르던 여러 소가 지진으로 외양간이 붕괴해 절반 이상이 폐사했다. 살아남은 소들도 전 촌민이 대피할 때 마을에 방치되었으나 곧 주민들은 여진이 계속되는 가운데에서도 마을을 돌아와 산길을 타거나 헬기로 공수하는 등의 방법을 통해 며칠 안에 모든 소를 구출했다. 또한 야마코시촌에서는 잉어도 양식하고 있었는데 지진으로 계단식 연못 바닥이 금이 가고 물이 빠지거나 계단식 제방이 붕괴되어 유실, 산사태에 파묻히는 등 양식 잉어의 80% 이상이 폐사했다. 살아남은 비단잉어는 구출해 헬기를 통해 마을 외부로 대피시켰다.

### 광범위한 지역의 영향
본진의 영향은 진앙 인근 지역 외에도 나가노 신칸센(현 호쿠리쿠 신칸센)과 일본 수도권의 사철 및 지하철에도 영향을 끼쳐 다수의 철도 노선이 운행을 중지하거나 지연이 발생했다. 또한 수도권 JR의 각 노선이 사용하는 전력의 절반은 피해 지역 주변의 수력 발전소에서 가져오고 있었으며 여기에 오지야시와 가와니시정 사이에 있는 JR 동일본 운영 시나노가와 발전소(449,000 kW)에 큰 피해가 발생해 발전이 중지되는 사태도 발생했다. 이 때문에 다른 발전소의 발전량을 늘리거나 도쿄 전력으로부터 전기를 긴급하게 구매하는 조치를 취했다. 이런 조치는 2006년 3월 14일 복구 공사가 완료되서야 끝났다.
또한 본진에서는 장주기 지진동 피해도 여러 차례 발생했다. 진앙에서 약 200 km 떨어진 도쿄에서는 관측된 진도가 3으로 작았지만 롯폰기에 있는 롯폰기 힐스 모리 타워에서는 엘리베이터 6기가 긴급 정지했고 이 중 2기의 승객 각각 1명씩이 갇쳤다. 엘리베이터가 작동을 정지한 원인은 지진동으로 발생한 와이어 공진으로 추정되며 엘리베이터 1기에서는 8개의 와이어 중 1개가 엘리베이터와 끊어지는 사태도 있었다.

### 2차 피해
지진으로 대피한 사람들이 차량 안에서 장기간 숙식해서 발생한 여러 증상으로 사망한 사람들이 발생했다. 대피 기간 사망한 사람들 중 총 52명이 재해관련사로 인정되었다. 대표적인 2차 사망 원인은 다음과 같다.
- 차박 중 정맥혈전증 발생(보통 심부정맥 혈전증)
- 정신적, 신체적 스트레스로 인한 심근경색 혹은 뇌경색
- 배기가스 중 일산화 탄소의 흡입으로 발생한 일산화 탄소 중독

## 반응
당시 일본의 내각총리대신이었던 고이즈미 준이치로는 지진이 발생했을 때 제17회 도쿄 국제 영화제 개막전에 참석 중이었는데 지진 소식을 들은지 1시간만에 공저로 돌아갔다. 총리대신 관저에서는 지진 발생 4분여 뒤인 23일 18시에 대책실이 설치되었으며 일본 방위성도 한신·아와지 대진재 이후 처음으로 긴급대책실이 설치되었다. 지진 다음 날 방재담당 특명담당대신 무라타 요시타카가 재해 지역을 방문했다.
일반인에게 아직 서비스가 제공되기 전인 긴급지진속보는 본진으로 가동되었다. 당시에는 아직 실험 단계이긴 했지만 이바라키현 모리야시에 있는 메이세이 전기 모리야시 공장에서는 긴급지진속보가 수신되어 카운트 다운이 방송되었다. 또한 탈선했던 조에쓰 신칸센도 유레다스라고 불리는 긴급지진속보가 수신되어 순간 제동 장치가 작동해 피해를 줄일 수 있었다. 또한 17시 56분 13.6초에 발표된 제4보에서는 니가타현 주에쓰 지진 본진의 진도 예측이 진도6강에서 7 사이로 나타나 실제로 진도7을 관측할 것이라고 예측했다.
지진이 발생하자 주에쓰 지방과 간토 지방을 잇는 지상 교통의 단절을 피하기 위해 일본항공과 전일본공수에서 도쿄 국제공항(하네다 공항)-니가타 공항 사이 임시편을 두개사 합계 하루 8-10왕복편으로 증편하여 운행했다. 10월 27일부터는 지원 물자 운반 등으로 급증한 항공편 수요를 감당하기 위해 니가타 공항을 일시적으로 24시간 운영하기 시작했다. 이런 임시편 운영은 2005년 1월 5일 지상 교통이 완전히 복구되면서 완전히 종료되었다. 임시편이 운영되는 동안 총 119개 편 21만 3천명이 이를 이용했다.

## 지진 이후 운동과 움직임

### 반려동물 관련 작품
니가타현 주에쓰 지진에서 재해를 맞아 피난한 두 마리의 개와 관련된 서적이 간행되었다. 한 마리는 야마코시촌에 있던 '마리'라는 이름의 개로 마을의 모든 사람들이 촌 외부로 대피하면서 마리를 비롯한 개와 여러 반려동물이 방치되었다. 지진 발생 4일째부터는 헬기를 통해 수의사들이 마을 안으로 들어가 개와 고양이에게 급하게 먹이를 주었다. '마리'는 지진 당일 아침에 출산한 강아지 3마리를 지키다가 지진 발생 16일만에 구조되었다. 하지만 대피소에 반려동물을 같이 들여올 수 없어 '마리'와 주인들은 서로 떨어져야 했다. '마리'의 이야기는 그림책으로 소개되었고 2007년에는 영화 《마리와 강아지 이야기》가 개봉되었다.
다른 한 마리는 오구니정에 살았던 안내견 '클라라'로 시각장애인 여성과 함께 대피소에 들어갔다. 대피소에서 동물 수용에 대한 정해진 매뉴얼이 없었지만 담당 직원이 안내견 입장을 허락했고 대피소에 있던 주민들도 안내견을 받아들였다. '클라라'는 대피소에 안내견이 들어간 일본 최초의 사례로 2005년 출판된 서적 《지진재해를 당한 안내견 클라라》를 통해 사연이 소개되었다. 니가타현 주에쓰 지진으로 피해를 입은 개는 약 2,000마리, 고양이는 약 3,000마리로 추정된다.

### 노래와 부흥 기원 불꽃놀이

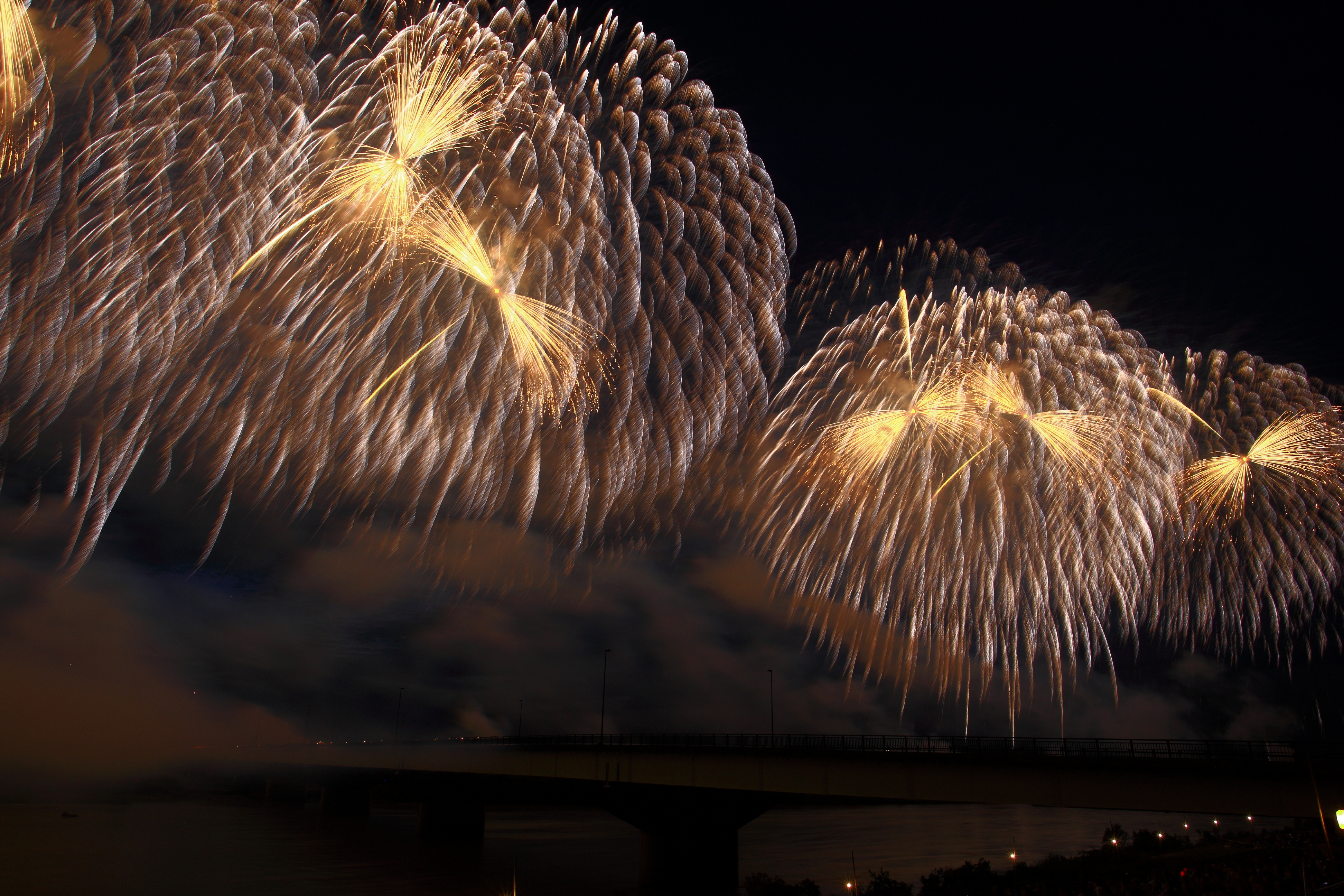
나가오카시의 부흥 기원 피닉스 불꽃놀이. (2011년 8월 촬영)

지진 발생 이후부터 니가타현내 라디오 방송국에서 히라하라 아야카의 대뷔곡인 〈Jupiter〉를 들려달라는 요청이 쇄도하였다. 자신의 노래가 재해지에서 부흥을 응원하는 노래로 사용한다는 것을 알게 된 아야카 가수는 이후 종종 재해 지역을 위문하러 찾아왔다. 이런 인연으로 2007년 개봉된 니가타현 주에쓰 지진을 소재로 한 영화인 "마리와 강아지 이야기"의 주제가 작사와 가창을 히라하라 아야카가 맡게 되었다.
재해 다음 해인 2005년 이후 나가오카마츠리의 대 불꽃축제에서 열리는 "피닉스 불꽃놀이"에서는 축제 기간 음악으로 "Jupiter"를 사용하고 있다. 여기서 Jupiter 노래는 총 6분의 노래이지만 피닉스 발사 시간에 맞춰 3분으로 편집한 음악을 사용한다. 2005년 8월 불꽃놀이에서는 아야카가 직접 나와 곡을 라이브로 불렀다.

### 추모 시설
지진 발생 이후 아래의 4개 추모 거점 시설을 정비해서 메모리얼 파크와 함께 "주에쓰 메모리얼 회랑"이 건설되었다. 그 목록은 아래와 같다.
거점시설
- 나가오카 지진 아카이브 센터 기억 미래 (나가오카시 피닉스 건물 구내)
- 오지야 지진박물관 준비관 (오지야시)
- 야마코시 부흥교류관 오라타루 (나가오카시 구 야마코 지구)
- 가와구치 기억관 (구 가와구치정)

옥외시설
- 묘겐 메모리얼 파크 (오지야시)
- 진앙 메모리얼 파크 (구 가와구치정)
- 기카코 메모리얼 파크 (야마코 지구)

## 같이 보기
- 니가타 지진
- 니가타현 주에쓰 해역 지진
- 니가타-고베 왜곡집중대 (NKTZ)
- 태풍 도카게 (2004년) - 주에쓰 지진 3일전 일본에 피해를 준 태풍

## 참고 문헌
- 지진예지연락회 (2004년 11월 10일). “新潟県中越地方の地震活動の評価” (PDF) (일본어). 지진연구조사추진본부. 2022년 12월 13일에 확인함.
- 일본 기상청 (2004년 11월 10일). “平成 16 年（2004 年）新潟県中越地震” (PDF) (일본어). 일본 기상청. 2022년 12월 14일에 확인함.
- 岡田義光 (2014년 8월). 《日本の地震地図 南海トラフ・首都直下地震対応版》. 東京書籍. ISBN 978-4-487-80881-6.
- 豊島剛志, 小林健太, 岩下享平 ほか、「新潟県中越地震における地震断層と地表変状の構造地質学的調査」 『新潟県連続災害の検証と復興への視点』 2005年、災害復興科学センター
- 宮下純夫, 豊島剛志, 小林健太、「新潟県中越地震の地質学的背景」 『新潟県連続災害の検証と復興への視点』 2005年、災害復興科学センター
- 鈴木康弘, 渡辺満久, 廣内大助、「2004年新潟県中越地震の地表地震断層」 『地学雑誌』 2004年 113巻 6号 p. 861-870, doi:10.5026/jgeography.113.6_861、東京地学協会
- 新潟県中越地震のメカニズムを探る (PDF)  溝上恵 - WayBack Machineによるアーカイブ
- 八木浩司; 山崎孝成; 渥美賢拓 (2007년 1월 25일). “2004年新潟県中越地震にともなう地すべり・崩壊発生場の地形・地質的特徴のGIS解析と土質特性の検討”. 《日本地すべり学会誌 : 地すべり》 (社団法人 日本地すべり学会) 43 (5): 294–306. doi:10.3313/jls.43.294.